# 済瀆廟
済瀆廟（さいとくびょう）は、中華人民共和国河南省済源市にある道教廟宇（道観）。寺院は主に済瀆神を祭っている。

## 歴史
隋の開皇2年（582年）に済瀆廟という廟として建てられた。
唐の貞元12年（796年）、北海廟を増築した。
1996年、河南省人民政府は済瀆廟を河南省文物保護単位に認定した。同年11月20日、中華人民共和国国務院は済瀆廟を全国重点文物保護単位に認定した。

## 建築物
- 山門、寝宮、清源門、臨淵門、淵徳門、竜亭、玉皇殿、長生閣

## 重要文化財
- 明の大明詔旨碑

## ギャラリー
- 済水之源
- 清源洞府門
- 清源門
- 淵徳門
- 寝宮
- 臨淵門
- 竜亭
- 玉皇殿
- 長生閣
- 囲い
- 勾欄
- 寝宮